# 边通达
边通达（1991年4月1日—），山东郓城人，是一位中国男子竞走运动员，他在2020年夏季奥林匹克运动会田径男子50公里竞走比赛中以3:52:01的成绩获得第七名。

## 荣誉
- 2014年全国竞走大奖赛男子20公里竞走冠军
- 2017年全国竞走锦标赛男子20公里竞走冠军
- 2017年中华人民共和国第十三届全国运动会男子20公里竞走亚军